# Petit Pinier
Le Petit Pinier est un sommet culminant à 3 100 mètres d'altitude et se trouvant sur les crêtes les plus hautes de Prapic, à la limite du Champsaur, dans les Hautes-Alpes.

## Géographie
Sur le versant nord de la montagne, le glacier de Faravel puis le lac Faravel donnent source au Biaysse, affluent de la Durance en rive droite.

## Accès
L'itinéraire d'accès est très rocailleux.